# 山口県立防府商工高等学校
山口県立防府商工高等学校（やまぐちけんりつほうふしょうこうこうとうがっこう, Yamaguchi Prefectural Hofu Commercial High School）は山口県防府市中央町に所在する公立の商工高等学校。通称は「防商」（ぼうしょう）。
2012年（平成24年）4月に機械科を新設して「山口県立防府商工高等学校」となった。防府商業高等学校は在校生が卒業する2014年（平成26年）3月まで存続した。

## 概要
歴史
1929年（昭和4年）に開校した「防府商業学校」（実業学校）を前身とする。2009年（平成21年）に創立80周年を迎えた。
校訓
「信・創・翔」
校章
- （旧）山口県立防府商業高等学校 - 校名の「商高」の文字（縦書き）を並べたもの。
- （新）山口県立防府商工高等学校 - 地球を表す球と校訓の「翔」にちなみ羽の絵を組み合わせたものを背景にして、中央に「商工」の文字（縦書き）を置いている。

校歌
防府商業高等学校の校歌をそのまま継承。作詞は和田健、作曲は弘中策による。歌詞は3番まであり、各番に校名が登場する。
各番歌詞の最後の「あゝ防府商業高校」が「あゝ防府商工高校」に変更された。
設置課程・学科（定員）
【防府商業高等学校（2011年度（平成23年度）入学生まで）】
全日制 3学科
- 商業科（80名）
- 国際経済科（40名）
- 情報処理科（40名）

定時制 1学科
- 普通科

【防府商工高等学校（2012年度（平成24年度）入学生より）】
全日制 3学科
- 商業科（120名）
- 情報処理科（40名）
- 機械科（80名）

定時制（夜間） 1学科
- 普通科

【防府商工高等学校（2025年度（令和7年度）現在】
全日制 3学科
- 商業科（120名）
- 情報処理科（40名）
- 機械科（80名）

教育活動・カリキュラム等
【全日制課程】
防商ホットショップ
実習授業の一環（主に3年生の課題研究など）として、仕入・販売などの店舗経営やコミュニティ講座を行う店。これは1996年（平成8年）に始まり、毎年9月から11月頃にかけて天神町銀座商店街に出店している。
天神まちかどフェスタ
2003年（平成15年）に文部科学省のみんなの専門高校プロジェクトとして、市内の商店街（天神町銀座商店街近辺）で、全生徒たちの手で実施された模擬店の販売実習イベント。その後も、毎年秋に同イベントが行われており、現在では開催場所をルルサス防府周辺にまで拡大させ、約5,000人程度の来客を迎える秋のイベントとして地元に定着している。
【定時制課程】（令和7年度廃止）
修業年限は4年であったが、山口県立山口高等学校通信制課程との併修により3年間での卒業が可能であった。また定時制課程には給食があった。
同窓会
「鳳翔会」（ほうしょうかい）と称している。
制服
全日制課程では男子は学生服（学ラン）、女子はブレザーにリボン。かつて存在した定時制課程には制服はない。

## 沿革
- 1929年（昭和4年） - 「防府商業学校」として創立。
- 1930年（昭和5年）4月15日 - 現在地へ移転。
- 1942年（昭和17年）4月1日 - 県立移管により、「山口県立防府商業学校」に改称。
- 1944年（昭和19年）4月1日 - 「教育ニ関スル戦時非常措置方策」（1943年（昭和18年）10月12日閣議決定）により「山口県立防府工業学校」に転換。工業科を設置。
- 1945年（昭和20年）11月19日 - 戦争が終わり、商業科が復活。
- 1946年（昭和21年）4月1日 - 校名が「山口県立防府商業学校」に戻る。
- 1948年（昭和23年）4月1日 - 学制改革（六・三・三制の実施）により山口県立防府工業学校を統合の上、「山口県立防府商工高等学校」（新制高等学校）が発足。
- 1949年（昭和24年）
  - 4月1日 - 統合により「山口県立防府南高等学校商業課程・工業課程」となる。
  - 6月20日 - 定時制商業課程・工業課程の設置が認可される。山口県立佐波高等学校から定時制富海分校[4]を移管される。
- 1950年（昭和25年）4月1日 - 統合により、「山口県立防府高等学校商業課程・工業課程」となる。
- 1953年（昭和28年）
  - 3月31日 - 定時制工業課程の募集を停止。
  - 4月1日 - 山口県立防府高等学校より商業課程が分離し、「山口県立防府商業高等学校」として独立。
- 1961年（昭和36年）4月1日 - 全国で初めて貿易科を設置。
- 1963年（昭和38年）9月11日 - 全国の県立高等学校で初めてインターアクトクラブを設置。
- 1969年（昭和44年）3月31日 - 定時制課程商業科の生徒募集を停止。
- 1971年（昭和46年）4月1日 - 全国で初めて情報処理科設置
- 1972年（昭和47年）3月31日 - 定時制課程商業科を廃止。
- 1985年（昭和60年）4月1日 - 学科改編により、貿易科を国際経済科に変更。
- 2012年（平成24年）4月1日 - 機械科を新設し、「山口県立防府商工高等学校」を併置。（山口県立防府商業高等学校・山口県立防府商工高等学校の2校体制）
- 2015年（平成27年）3月31日- 防府商業高等学校が廃止[5]。
- 2020年（令和2年）7月 - 県央部多部制定時制・通信制高校（山口県立山口松風館高等学校）の設置に伴う、2022年からの定時制課程の募集停止を発表[6]。
- 2025年（令和7年）3月31日 - 定時制課程廃止[7]。

## 部活動
【全日制課程】
運動部
- 硬式野球部

選抜高等学校野球大会（春のセンバツ甲子園）
- 1. 1938年（第15回、旧・防府商業学校時代）に初出場。
- 2. 1968年（第40回）
- 3. 1974年（第46回）
- 4. 1986年（第58回）

全国高等学校野球選手権大会（夏の甲子園）
- 1. 1974年（第56回）に初出場し、準優勝。
- 2. 1996年（第78回）

- 山口県立防府高等学校とグラウンドがつながっており、その中央をお互いの野球部が使用する防球ネットなどで分割し共用している。これは全国的にも珍しい。

- 陸上競技部
- テニス部（男）
- ソフトテニス部（女）
- 卓球部（女）
- バスケットボール部
- 剣道部
- ハンドボール部(女)
- バレーボール部
- 自転車競技部

文化部
- 新聞部
- 美術部
- 吹奏楽部
- 茶華道部
- 家庭部
- トータルビジネス部
- クリエーターOA部

2006年（平成18年）の 第53回全国高等学校ワープロ競技大会団体の部で準優勝、個人戦で2位・3位・佳良賞を獲得した。2007年（平成19年）の第54回全国高等学校ワープロ競技大会団体の部では準優勝（2年連続）となり、個人戦の方では優勝。2008年（平成20年）の55回大会では団体の部で優勝した。2009年（平成21年）の第56回大会では団体の部で優勝（2年連続）した。
- 地域デザイン部
- 演劇部
- 文芸部
- ESS部 （English-Speaking Society）
- インターアクト部
- 棋道部

【定時制課程】
運動部
- バドミントン部
- 陸上競技部
- 卓球部
- 柔道部

## 著名な出身者
- 三田登喜子 - 女優（中退）
- 藤本哲男 - 元プロ野球選手
- 松崎泰治 - 元プロ野球選手
- 津田裕絵 - 競艇選手

## 交通アクセス
最寄りの鉄道駅
- JR西日本 山陽本線 「防府駅」

最寄りのバス停
- 防長交通（防長バス）「駅南町」バス停・「車塚」バス停

最寄りの道路
- 山口県道184号三田尻港徳地線（萩往還）
- 山陽自動車道（高速道路）防府東IC

## 周辺
- 山口県立防府高等学校
- イオン防府店
- 防府車塚郵便局
- 桑山公園